# John Hoeven
John Hoeven (Bismarck, 1957. március 13. –) az Amerikai Egyesült Államok Észak-Dakota államának szenátora.